# Simon Vestdijk
Simon Vestdijk (Harlingen, 17 ottobre 1898 – Utrecht, 23 marzo 1971) è stato uno scrittore olandese.
Laureatosi in medicina ad Amsterdam nel 1927, compì un viaggio in Indonesia in qualità di medico di bordo. Ha scritto molte poesie e saggi, ma è noto soprattutto per la letteratura in prosa (52 romanzi, inoltre traduzioni, e molti racconti). Ha ricevuto quasi tutti i premi letterari olandesi, e per molti anni è stato candidato al Premio Nobel. Alcuni dei suoi romanzi sono apparsi anche al cinema o in televisione.
Insieme ad altri intellettuali olandesi, Vestdijk fu ostaggio durante l'occupazione tedesca, soprattutto perché non hanno aderito alla Camera della Cultura.
Simon Vestdijk ha sofferto di gravi depressioni fin dalla giovinezza.

## Opere
- Kind tussen vier vrouwen (Un bambino fra quattro donne, scritto nel 1933, pubblicato nel 1972)
- Terug tot Ina Damman (Ritorno a Ina Damman, 1934)
- Else Böhler (Else Böhler, cameriera tedesca, 1935)
- Meneer Visser's hellevaart (La perdizione di Mister Visser, 1936)
- Il quinto sigillo, 1937
- San Sebastiano, 1938
- De nadagen van Pilatus (Gli ultimi giorni di Pilato, 1938)
- L'isola del rum, 1940
- Aktaion onder de sterren (Atteone fra gli dei, 1941)
- Ierse nachten (Notti irlandesi, 1946)
- De Toekomst der Religie (Il futuro della religione, 1947)
- Pastorale 1943, 1948
- De redding van Fré Bolderhey (La salvezza di frate Bolderhey, 1948)
- De kellner en de levenden (Il cameriere e i vivi, 1949)
- De koperen tuin (Il giardino di rame, 1950)
- Ivoren wachters (Guardiani d'avorio, 1951)
- Het glinsterend pantser (La brillante armatura, 1956)
- Il calice dell'amore, 1957
- De ziener (Il veggente, 1959)
- Een moderne Antonius, 1960
- Het wezen van de angst (L'essenza della paura, diss., scr. nel 1949, pubbl. nel 1968)